# Minthostachys
Minthostachys là một chi thực vật có hoa trong họ Hoa môi (Lamiaceae).

## Hình ảnh

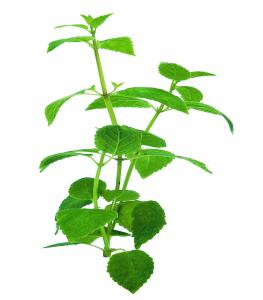
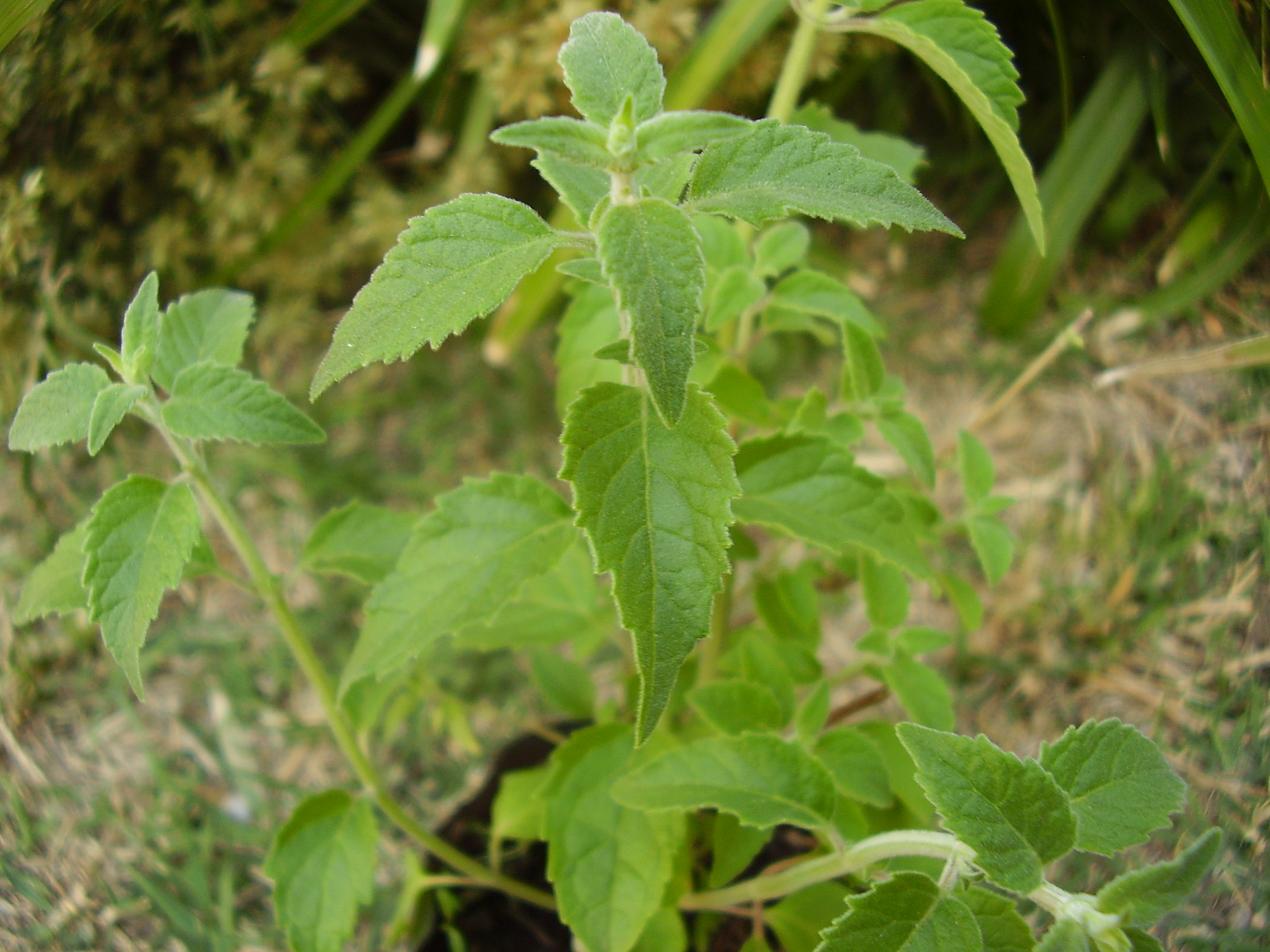

## Loài
Chi Minthostachys gồm các loài: